# Hibhib
Hibhib è un villaggio in Iraq, situato a 8 km a nord-ovest di Ba'quba.

## Storia
Il leader di Al-Qaida in Iraq Abu Musab al-Zarqawi ha mantenuto un rifugio nel villaggio, mentre stava parlando con il suo consigliere spirituale fu ucciso da un attacco aereo compiuto da forze armate statunitensi e giordane il 7 giugno 2006, durante la guerra al terrorismo. Al-Zarqawi era il terrorista più ricercato dell’Iraq e la sua morte violenta contribuì a far di lui una figura simbolo del terrorismo islamista.